# 유인 (수시원후)
유인(劉寅, ? ~ 기원전 67년)은 전한 후기의 제후로, 청하강왕의 아들이다.

## 행적
본시 4년(기원전 70년), 수시후(修市侯)에 봉해졌으나 3년만에 죽었다. 시호를 원(原)이라 하였고, 작위는 아들 유천추가 이었다.

## 출전
- 반고, 《한서》 권15하 왕자후표 下

| 선대 (첫 봉건) | 전한의 수시후 기원전 70년 ~ 기원전 67년 | 후대 아들 수시경후 유천추 |